# Balconette BH
|  | Sammenskrivningsforslag Artiklen Balconette BH er foreslået føjet ind i Brystholder. (Siden september 2018) Diskutér forslaget |

En balconette bh (eller balconet) kaldes typisk også en halvskål. Skålen er lavere end andre bh typer. En balconette bh løfter barmen. Der er lodrette sømme på skålen og stropperne sidder langt ude på skuldrene, hvilket giver bh´et mere åbent look. En balconette bh fås både med og uden fyld i skålene.